# Yunnan
Lo Yunnan (雲南T, 云南S, YúnnánP, lett. "A sud dei (monti) Yun") è una provincia della Cina, situata nell'estremo sud-ovest della nazione. La capitale della provincia è Kunming (昆明). Lo Yunnan è molto famoso per la sua diversità culturale e biologica.
Confina a sud-est con Vietnam e Laos, a ovest con la Birmania, a nord-ovest col Tibet, a nord col Sichuan e ad est con Guizhou e Guangxi.

## Emblema
La Camellia reticulata, pianta originaria di questa provincia, è l'emblema dello Yunnan.

## Amministrazione
Mappa della suddivisione amministrativa della provincia dello Yunnan
| Mappa | #                                            | Nome                 | Hanzi                             | Hanyu Pinyin             | Amministrazione     | Tipo |
| ----- | -------------------------------------------- | -------------------- | --------------------------------- | ------------------------ | ------------------- | ---- |
|       |                                              |                      |                                   |                          |                     |      |
| 1     | Kunming                                      | 昆明市               | Kūnmíng Shì                       | Distretto di Panlong     | Città-prefettura    |      |
| 2     | Qujing                                       | 曲靖市               | Qǔjìng Shì                        | Distretto di Qilin       | Città-prefettura    |      |
| 3     | Yuxi                                         | 玉溪市               | Yùxī Shì                          | Distretto di Hongta      | Città-prefettura    |      |
| 4     | Baoshan                                      | 保山市               | Bǎoshān Shì                       | Distretto di Longyang    | Città-prefettura    |      |
| 5     | Zhaotong                                     | 昭通市               | Zhāotōng Shì                      | Distretto di Zhaoyang    | Città-prefettura    |      |
| 6     | Lijiang                                      | 丽江市               | Lìjiāng Shì                       | Distretto di Gucheng     | Città-prefettura    |      |
| 7     | Pu'er                                        | 普洱市               | Pu'er Shì                         | Distretto di Simao       | Città-prefettura    |      |
| 8     | Lincang                                      | 临沧市               | Líncāng Shì                       | Distretto di Linxiang    | Città-prefettura    |      |
| 9     | Prefettura autonoma Dai e Jingpo di Dehong   | 德宏傣族景颇族自治州 | Déhóng Dǎizú Jǐngpōzú Zìzhìzhōu   | Città-contea di Mang     | Prefettura autonoma |      |
| 10    | Prefettura autonoma Lisu di Nujiang          | 怒江傈僳族自治州     | Nùjiāng Lìsùzú Zìzhìzhōu          | Contea di Lushui         | Prefettura autonoma |      |
| 11    | Prefettura autonoma Tibetana di Diqing       | 迪庆藏族自治州       | Díqìng Zàngzú Zìzhìzhōu           | Contea di Shangri-La     | Prefettura autonoma |      |
| 12    | Prefettura autonoma Bai di Dali              | 大理白族自治州       | Dàlǐ Báizú Zìzhìzhōu              | Città-contea di Dali     | Prefettura autonoma |      |
| 13    | Prefettura autonoma Yi di Chuxion            | 楚雄彝族自治州       | Chǔxióng Yízú Zìzhìzhōu           | Città-contea di Chuxiong | Prefettura autonoma |      |
| 14    | Prefettura autonoma Hani e Yi di Honghe      | 红河哈尼族彝族自治州 | Hónghé Hānízú Yízú Zìzhìzhōu      | Città-contea di Mengzi   | Prefettura autonoma |      |
| 15    | Prefettura autonoma Zhuang e Miao di Wenshan | 文山壮族苗族自治州   | Wénshān Zhuàngzú Miáozú Zìzhìzhōu | Città-contea di Wenshan  | Prefettura autonoma |      |
| 16    | Prefettura autonoma Dai di Xishuangbanna     | 西双版纳傣族自治州   | Xīshuāngbǎnnà Dǎizú Zìzhìzhōu     | Città-contea di Jinghong | Prefettura autonoma |      |

## Storia
In questa provincia cinese vennero rinvenuti nel 1960 da ingegneri ferroviari i resti fossilizzati dell'Uomo di Yuanmou, un Homo erectus ritenuto il più antico ominide fossile conosciuto in Cina. Durante il Neolitico, nell'area del lago Dianchi (滇池) si sono stanziate comunità che utilizzavano utensili in pietra e costruivano semplici strutture in legno. Attorno al III secolo a.C., l'area centrale dello Yunnan adiacente a Kunming era conosciuta come Dianguo (滇国). Il generale Zhuang Jiao (庄峤) di Chuguo (楚国) penetrò nella regione e si autoproclamò "Dianwang" (re di Dian).

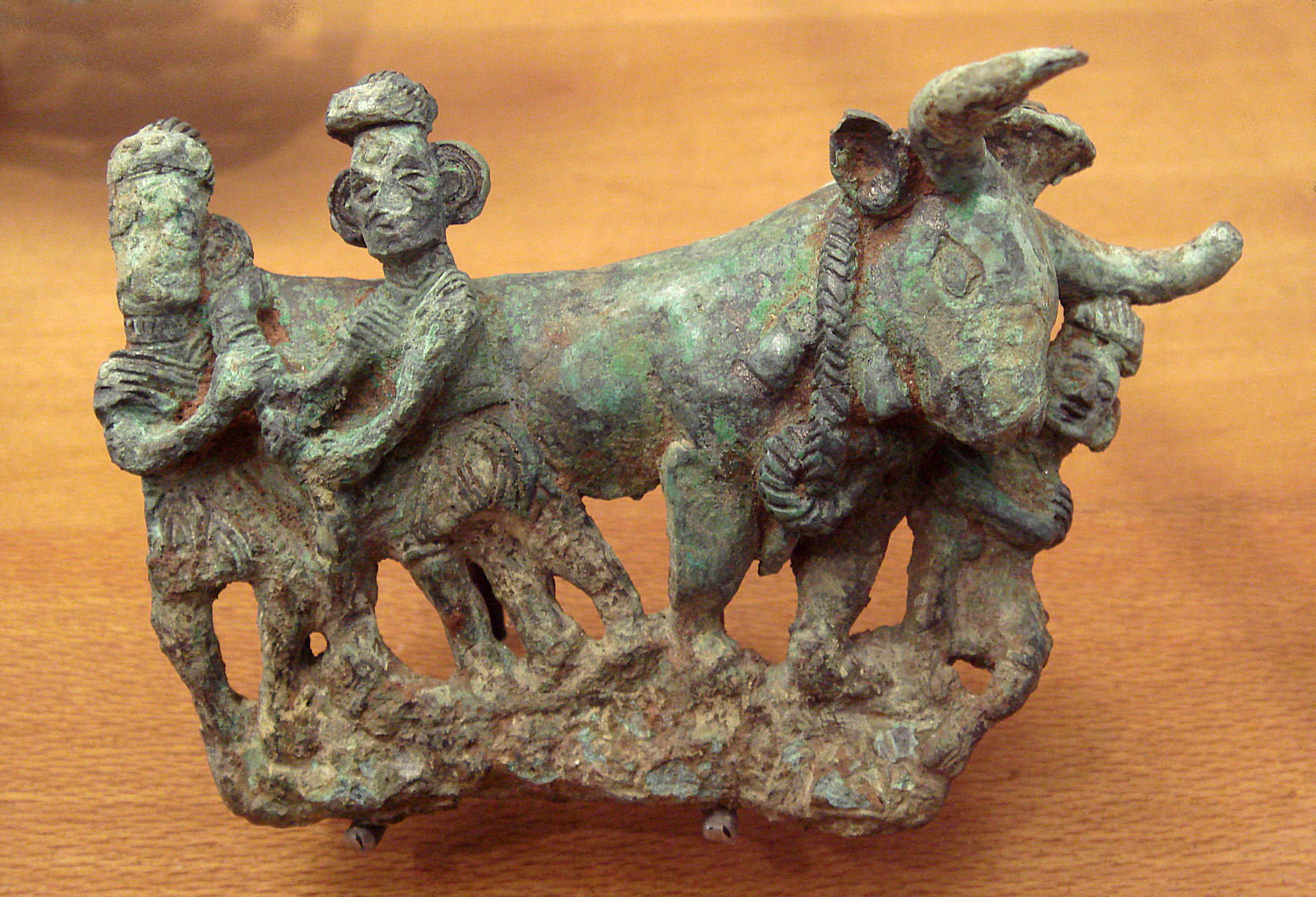
Scultura in bronzo del Dianguo, III secolo a.C.

Nel 221 a.C., Qin Shi Huang (秦始皇) unificò la Cina ed estese verso sud la sua autorità istituendo guarnigioni e contee anche nello Yunnan. La Wu chi dao (五尺道, via dei 5 chi) venne estesa fino a raggiungere Qujing (曲靖), nello Yunnan dell'est. Nel 109 a.C., l'imperatore Wudi della dinastia Han inviò nel sud dello Yunnan il generale Guo Chang (郭昌), che istituì la guarnigione Yizhou (益州), suddivisa in ventiquattro contee. La sede della guarnigione era situata presso Dianchixian (滇池县), l'odierna Jinning (晋宁).
Un'altra contea venne chiamata Yunnan, nome che probabilmente venne usato per la prima volta in questa occasione. Per estendere gli scambi commerciali con l'odierno Myanmar e l'India, Wudi inviò Tang Meng (唐蒙) e questi prolungò la via Wu chi dao, che prese il nome di Xinanyi dao (西南夷道).
A partire dal I secolo a.C. l'agricoltura dello Yunnan fu soggetta a diversi miglioramenti tecnologici. Le popolazioni locali usavano attrezzi in bronzo, aratri e allevavano vari tipi di bestiame, tra cui cavalli, pecore, capre, maiali e cani. Gli antropologi hanno determinato che queste popolazioni erano collegate all'etnia tai kadai e vivevano in tribù o clan.
Gli antichi annali Shiji, Zhang Qian e Sima Qian riportano che, quando lo Yunnan fu annesso dalla dinastia Han, era presente nel territorio una comunità indiana Sindhu.
Durante il periodo dei Tre Regni (三国), il territorio dell'attuale Yunnan e il sud del Sichuan erano chiamati Nanzhong (南中). Nel 225, Zhuge Liang (诸葛亮) inviò un esercito che domò una rivolta delle tribù locali e ne catturò il capo Meng Huo (孟获).
Nel 320 il clan Cuan (爨氏, Cuanshi) emigrò nello Yunnan e Cuan Chen (爨琛) si dichiarò re di Kunchuan (昆川, 晋宁), l'attuale Jinning, instaurando un dominio che durò 400 anni.
Durante la dinastia Tang, nel 738 nello Yunnan venne fondato il regno di Nanzhao da Pi Luoge (皮罗阁), che ottenne il riconoscimento del titolo dalla corte imperiale Tang. L'anno successivo la capitale venne insediata a Taihecheng (太和城), l'odierna Dali, 大理).
Nel 902 la dinastia di Pi Luoge venne rovesciata da un usurpatore al trono, che cambiò il nome del regno in Dachanghe (大长和). Nel 929 Zhao Shanzheng (赵善政) prese il potere e creò, al posto del Dachanghe il Datianxing (大天兴), che nell'anno successivo verrà sostituito dal Dayijing (大义宁) ad opera di Yang Ganzhen (杨干贞).
Nel 937, il capo del clan Duan di etnia Bai (白族, Baizu) Duan Siping (段思平) cambiò ancora il nome del regno, che fu chiamato Daliguo (大理国) con capitale nella stessa Dali. Questo stato arrivò a estendere i suoi territori fino all'odierno Guizhou (贵州省), al sud ovest del Sichuan (四川省), al nord della Birmania, al Laos e al Vietnam.

### La conquista mongola e l'annessione alla Cina
Nel 1253, le forze di Kublai Khan (忽必烈, Hubilie in Pinyin) conquistarono il regno e nel 1276 venne istituita l'amministrazione provinciale dello Yunnan. In questo periodo si trasferirono nella regione popolazioni mongole (蒙古族, Mengguzu) e della minoranza musulmana Hui (回族, Huizu). Il capoluogo della provincia fu portato nell'odierna Kunming e Dali entrò in una fase di declino.
Marco Polo visitò la regione e ne descrisse le caratteristiche ne Il milione:
(cap. 117 De la provincia di Caragian)

### La conquista Ming e la definitiva annessione alla Cina
Nel 1381 gli eserciti della dinastia Ming capeggiati dal generale Fu Youde (傅友德) occuparono lo Yunnan e popolazioni di etnia Han iniziarono a migrare in questa provincia.
Nel 1662 il generale Wu Sangui (吴三桂) venne esiliato a Kunming, dove in seguito sarebbe stato protagonista di una sanguinosa ribellione nei confronti della dinastia Qing.
Dal 1856 al 1873 lo Yunnan, e in particolare Dali, che era stata sontuosamente ricostruita agli inizi del dominio della dinastia Ming, divennero il centro di una rivolta delle popolazioni Hui.
Nel 1910 la Francia iniziò la costruzione della ferrovia che tuttora collega lo Yunnan al Vietnam, nota con il nome di Dian-Yue tielu (滇越铁路).
Il 30 ottobre del 1911, Cai E (蔡锷) e Tang Jiyao (唐继尧) costituirono un esercito di tipo occidentale e diedero vita a una rivolta per ottenere l'indipendenza dello Yunnan dall'impero della dinastia Qing. Il 25 dicembre del 1915, dopo lo scontro tra Cai E e Tang Jiyao, opposti a Yuan Shikai (袁世凯), lo Yunnan rimase sotto il controllo di vari signori della guerra tra i quali lo stesso Tang Jiyao e Long Yun (龙云) e nacque quindi la Cricca dello Yunnan.
Negli anni dell'invasione giapponese, i collegamenti con il Myanmar divennero di vitale importanza e lo Yunnan fu al centro dell'interesse nazionale. Dal 1938 al 1946 le università di Qinghua (清华大学), Pechino (北京大学) e Nankai (南开大学), vennero trasferite a Kunming e riunite sotto il nome di Xinan Lianhe daxue (西南联合大学).
Il 4 gennaio 1970 la provincia viene colpita da un terremoto di 7.7 gradi della scala Richter, che causa oltre quindicimila morti. L'evento naturale si ripete nel 2011, con magnitudo 5.4, provocando la morte di 25 persone e nel 2014, provocando 381 vittime
Verso la fine del XX secolo, con l'apertura del paese al turismo internazionale, lo Yunnan è diventato una meta per gli amanti della montagna, delle culture etniche e delle bellezze artistiche conservate in antiche città come Dali e Lijiang. Con il miglioramento dello standard di vita dei cinesi, sono oggi moltissimi i turisti in Yunnan provenienti dalle altre province. La Cina è uno dei principali interlocutori dell'organizzazione che riunisce i paesi del sudest asiatico, l'ASEAN, e lo Yunnan è considerato il trampolino di lancio per un'ulteriore espansione economica a sudovest del paese. A tale scopo, sono in corso i potenziamenti di strade, ferrovie e aeroporti.

## Geografia fisica

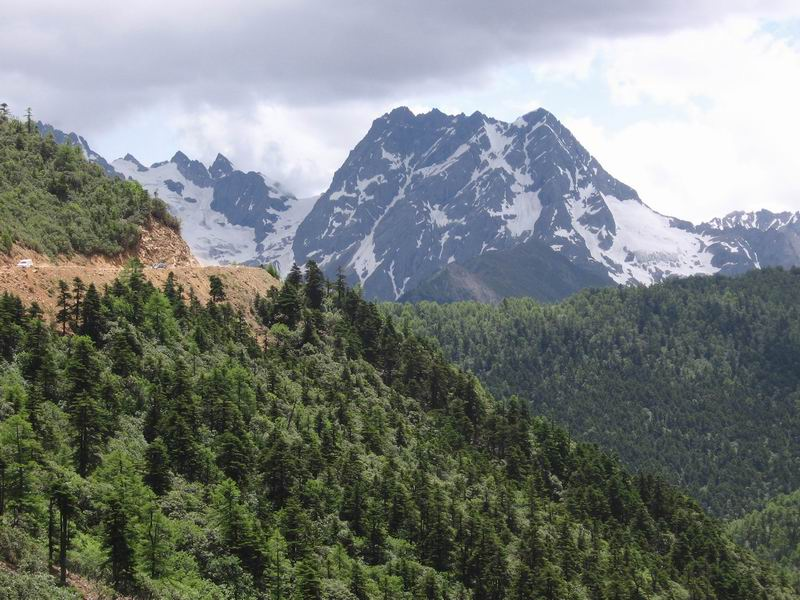
Montagne innevate in Diqing, nord-ovest dello Yunnan.

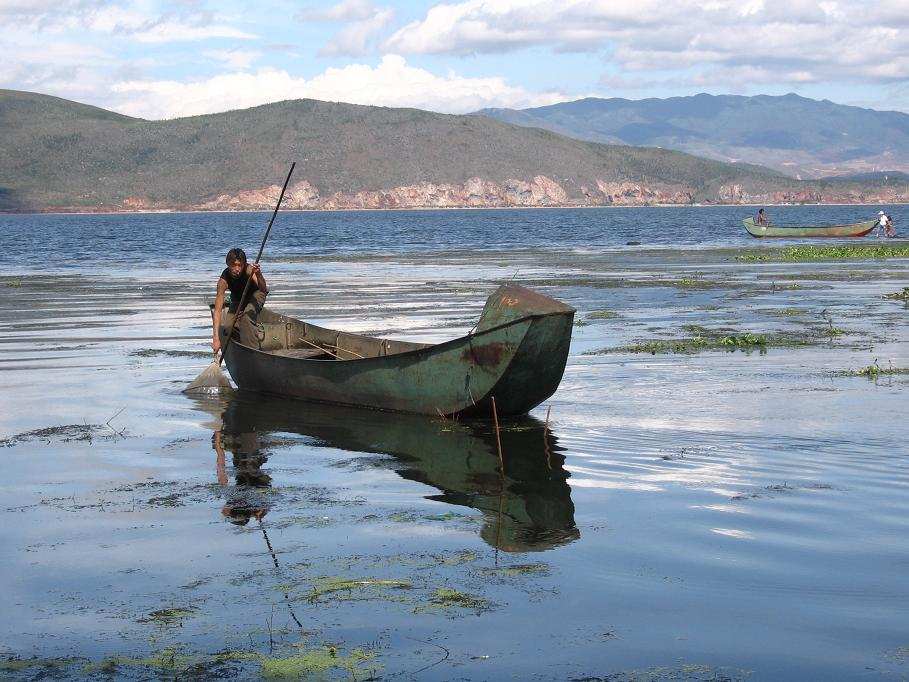
Lago Erhai (洱海湖), Dali, Yunnan.

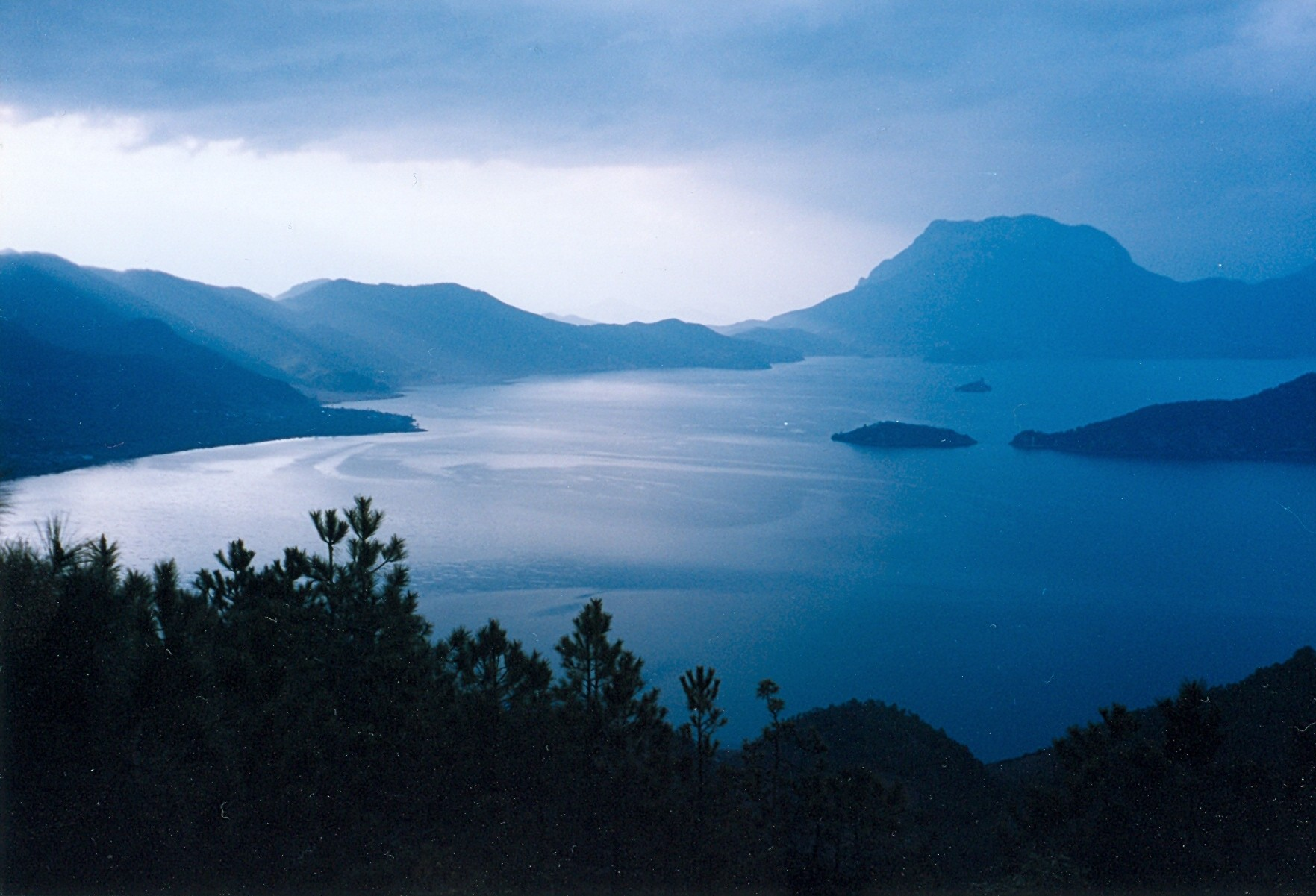
Lago Lugu, nord dello Yunnan.

Lo Yunnan è situato nell'estremo sud-ovest della Cina, e la parte meridionale della provincia è toccata dal Tropico del Cancro. Ha una superficie di 394.000 km2, il 4,1% del totale nazionale. Confina ad est con la Regione autonoma Zhuang del Guangxi (广西壮族自治区, Guǎngxī Zhuàngzú Zìzhìqū), a nord con la provincia del Sichuan e a nord-ovest con il Tibet; ha 4.000 km di confini con Stati esteri: ad ovest con il Myanmar, a sud con il Laos e a sud est con il Vietnam.

### Le catene montuose
La provincia dello Yunnan si sviluppa su un altopiano attraversato e circondato da diverse catene montuose. Il punto più alto con i suoi 6740 metri è il picco Kawagebo, della catena Meili xueshan (梅里雪山), che si trova nella contea del Deqen (德钦县) e nell'altipiano Diqing. Il punto più basso è situato a 76,4 m s.l.m. nella valle del Fiume Rosso (红河), nella contea autonoma Yao di Hekou (河口县).
Le principali catene montuose sono:
Gaoligongshan (高黎贡山); Nushan (怒山); Yunling (云岭); Ailaoshan (哀牢山); Wuliangshan (无量山); Meili taizi xueshan (梅里太子雪山); Yulong xueshan (玉龙雪山); Cangshan (苍山); ecc. Alcune delle vette dello Yunnan sono meta di escursionisti e alpinisti.

### Fiumi
La provincia è attraversata da sei sistemi fluviali importanti:
- Fiume Azzurro (长江), il cui tratto dello Yunnan si trova nel nord della provincia ed è chiamato Jinshajiang (金沙江).
- Fiume delle Perle (珠江; pinyin: Zhū Jiāng), che raccoglie le acque orientali della provincia.
- Saluen (怒江; pinyin: Nù Jiāng), nasce in Tibet e scende nell'ovest dello Yunnan in profonde gole, per poi entrare nello Stato Shan della Birmania.
- Mekong (湄公河, Láncāng Jiāng), il principale fiume indocinese, che nasce in Tibet, forma una profonda e lunga gola a nord, arriva nelle pianure dove bagna Jinghong per entrare poi in Laos, Cambogia e Vietnam, dove sfocia nel sud del paese.
- Fiume Rosso (红河; pinyin: Hóng Hé), che nasce vicino a Dali e sfocia nel golfo del Tonchino

Nel sudovest dello Yunnan vi sono alcuni affluenti dell'Irrawaddy, il principale fiume birmano.
Nel nordovest della provincia, il Saluen (Nujiang), il Mekong (Lancang) e il Fiume Azzurro (Jinshajiang) scorrono paralleli tra loro e molto vicini. Nella zona è stato creato un parco naturale noto con il nome di "area protetta dei tre fiumi paralleli", dichiarato dall'UNESCO patrimonio dell'umanità. Si estende su una superficie di 1.698.400 ettari e al suo interno si trova un territorio ricchissimo per quanto riguarda la biodiversità, sia animale che vegetale. I fiumi scorrono in gole profonde fino a 3.000 metri fra picchi alti oltre 6.000 metri, punteggiati da ghiacciai.

### Laghi
I laghi più importanti dello Yunnan sono: Dianchi (滇池); Fuxianhu (抚仙湖); Erhai (洱海); Xingyunhu (星云湖); Qiluhu (杞麓湖); Yangzonghai (阳宗海); Luguhu (泸沽湖); Chenghai (程海); Yilonghu (异龙湖).

## Risorse naturali

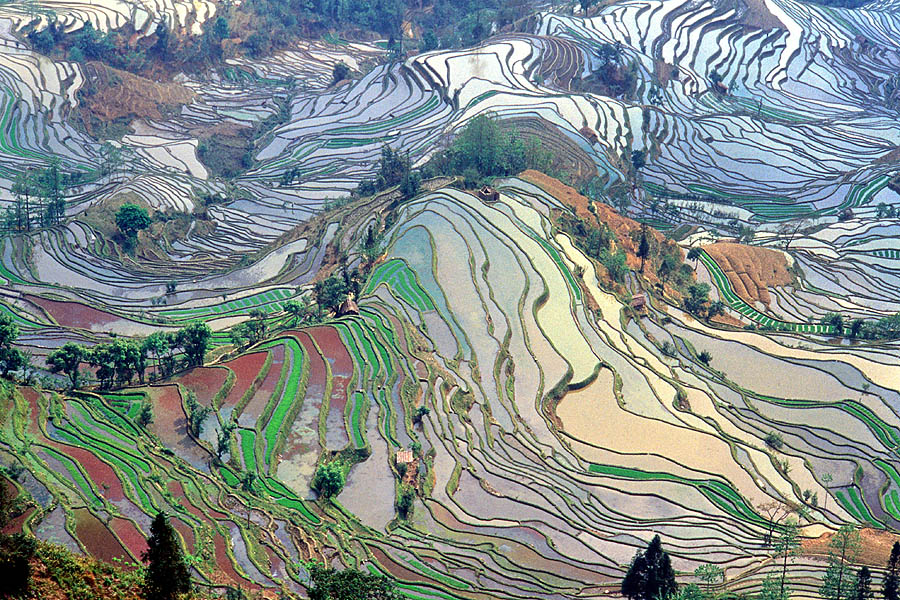
Coltivazioni di riso in Yunnan.

Lo Yunnan è ricco di risorse naturali. È una regione conosciuta come il regno delle piante, degli animali, dei metalli (escluso il ferro) e delle erbe medicinali.
Nello Yunnan si trovano svariati tipi di piante: dalle specie tropicali, subtropicali, delle zone temperate, fino a quelle delle zone fredde. Inoltre vi sono antiche specie di piante introdotte da altri stati. Delle 30.000 specie che crescono in Cina, 18.000 possono essere reperite in Yunnan. Tra le numerose specie di animali troviamo il gaur, la tigre e l'elefante asiatico.
Sono stati scoperti più di 150 tipi di minerali. Si stima che i depositi abbiano un potenziale valore di 3 trilioni di Yuan Renminbi il 40% dei quali di minerali fossili, 7,3% di metalli e il 52,7% di minerali non metallici. Lo Yunnan è prima in Cina per i potenziali depositi di zinco, piombo, stagno, cadmio, indio, tallio, e crocidolite.
Lo Yunnan è anche un grande produttore di energia idroelettrica, nonché una meta turistica ambita grazie ai suoi stupendi scenari naturali.

## Società

### Evoluzione demografica
Popolazione totale47.42 milioni (2015)

### Minoranze nazionali

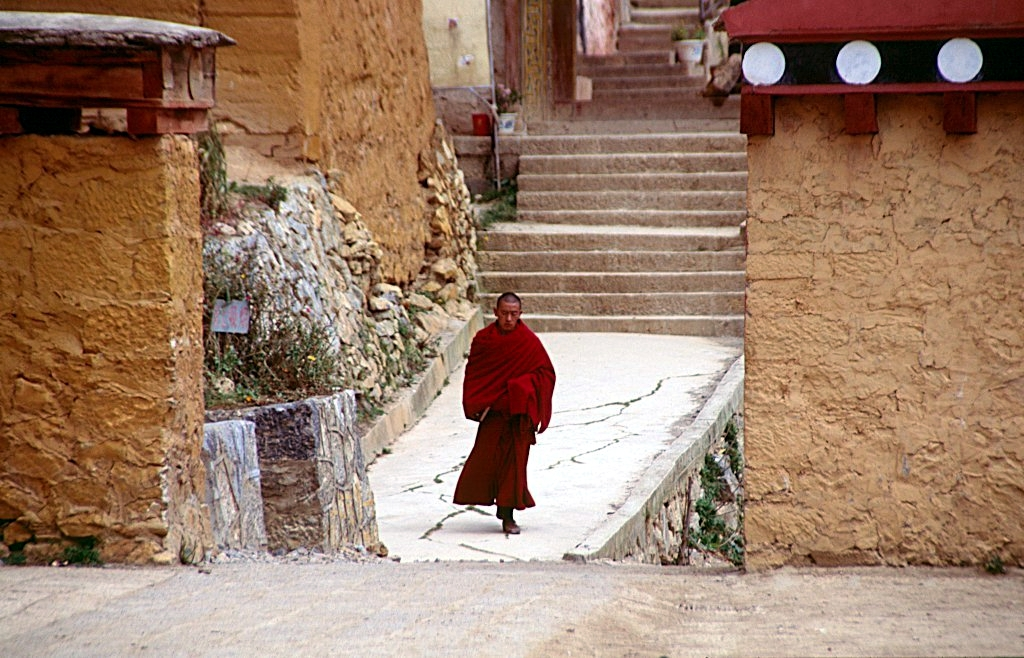
Sumtselin Gompa Monastero in Zhongdian.

Lo Yunnan è la provincia cinese dove esiste la maggiore diversità di gruppi etnici. Questo è l'elenco in ordine di numero di popolazione (in cui non è considerata l'etnia Han):
- etnia Yi (彝族, Yizu in Pinyin)
- etnia Bai (白族, Baizu)
- etnia Hani (哈尼族, Hanizu)
- etnia Dai (傣族, Daizu)
- etnia Zhuang (壮族, Zhuangzu)
- etnia Miao (苗族, Miazu)
- etnia Hui (回族, Huizu)
- etnia Lisu (傈僳族, Lisuzu)
- etnia Lahu (拉祜族, Lahuzu)
- etnia Wa (佤族, Wazu)
- etnia Naxi (纳西族, Naxizu)
- etnia Yao (瑶族, Yaozu)
- etnia Jingpo (景颇族, Jingpozu)
- Tibetani (藏族, Zangzu)
- etnia Blang (布朗族, Bulangzu)
- etnia Buyi (布依族, Buyizu)
- etnia Achang (阿昌族, Achangzu)
- etnia Pumi (普米族, Pumizu)
- Mongoli (蒙古族, Mengguzu)
- etnia Nu (怒族, Nuzu)
- etnia Jinuo (基诺族, Jinuozu)
- etnia Deang (德昂族, De'angzu)
- etnia Shui (水族, Shuizu)
- Manciù o Mancesi (满族, Manzu)
- etnia Dulong (独龙族, Dulongzu)

### Lingue e dialetti
La maggior parte dei dialetti cinesi parlati in Yunnan provengono dall'Huguang (湖广) e sono molto simili ai dialetti dei confinanti Sichuan e Guizhou. In associazione ai dialetti locali molte persone parlano anche il cinese standard (普通话) , anche grazie ai media e alle scuole. La varietà di etnie della provincia si riflette anche sulla varietà linguistica: in Yunnan si parlano lingue tibeto-birmane, tra cui quelle dei Bai, degli Yi, degli Hani, dei Jingpo, il tibetano, ecc.
I Naxi utilizzano la scrittura Dongba che è un sistema ideografico, usato in particolar modo dagli sciamani Dongba nei loro rituali.